# Wojciechowice (województwo dolnośląskie)

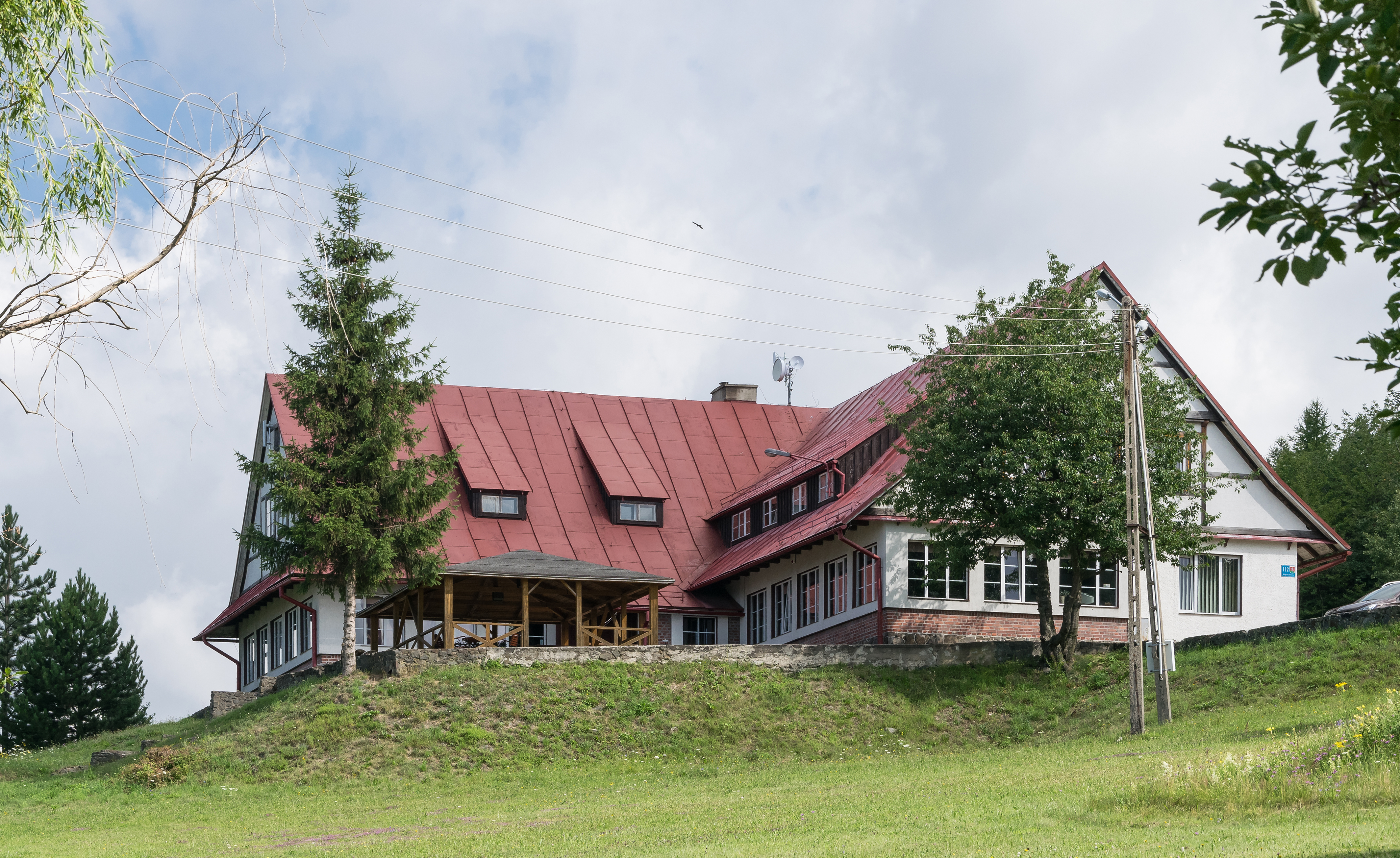
Zajazd „Kukułka” w Wojciechowicach, od 2020 „Dom Krawca” Schneiderbaude

Wojciechowice (niem. Königshain) – wieś w Polsce położona w województwie dolnośląskim, w powiecie kłodzkim, w gminie Kłodzko.

## Położenie
Wojciechowice to bardzo duża wieś łańcuchowa o długości około 5,5 km leżąca na pograniczu Gór Bardzkich i Kotliny Kłodzkiej, na zachód od Kłodzka, na wysokości około 320–460 m n.p.m.

## Podział administracyjny
W latach 1975–1998 miejscowość należała administracyjnie do województwa wałbrzyskiego.

## Historia
Pierwsza wzmianka o Wojciechowicach pochodzi z 1324 r., ale wcześniej istniał tu folwark. W 1340 r. był tu wapiennik, a w 1362 r. kościół. W 1473 r. część wsi ucierpiała w pożarze. W 1626 r. fragment wsi kupili jezuici z Kłodzka. Około 1715 r. na pobliskiej Mariańskiej Górce wzniesiono kaplicę, a w pierwszej połowie XIX w. kalwarię i miejscowość stała się popularnym celem pielgrzymów i turystów. Poniżej kalwarii była gospoda ze stawem i łódkami do wynajęcia, a w centrum browar z kolejną gospodą oraz wieża widokowa o wysokości dwudziestu metrów. W 1746 r. właścicielem był baron von Pillati. W 1840 r. było tu 155 budynków, w tym: kościół, szkoła katolicka, trzy młyny wodne, olejarnia, browar, trzy gorzelnie i pięć potażarni. W 1939 r. wieś liczyła 903 mieszkańców.

Po 1945 r. Wojciechowice były początkowo wsią rolniczą, następnie przekształciła się w wieś podmiejską. Pomimo ustabilizowanej sytuacji ludnościowej trzykrotnie zmalał odsetek ludności utrzymującej się z pracy w rolnictwie. W 1978 r. było tu 106 gospodarstw rolnych, w 1988 r. ich liczba zmalała do 79.

## Zabytki
Do wojewódzkiego rejestru zabytków wpisany jest obiekt:
- kościół św. Michała w Wojciechowicach, parafialny z XV-XVII wieku.

Inne zabytki:
- obok kościoła stoi figura św. Jana Nepomucena z 1754 roku[9],
- niedaleko kościoła znajduje się dwór sędziowski z 1526 roku[6]. Jest to zespół kilku budynków rozlokowanych wokół dziedzińca[6].